# Kuna lesní
Kuna lesní (Martes martes) je středně velká lasicovitá šelma.

## Rozšíření
Palearktický druh, který s výjimkou Pyrenejského poloostrova žije téměř v celé Evropě a na západě Sibiře, dále na Kavkaze, v Malé Asii a v Íránu.

## Taxonomie
Kuna lesní patří do čeledi lasicovití, do rodu Martes neboli kuna. Ten kromě kuny lesní a kuny skalní zahrnuje i charzy a soboly. Do společného kladu s těmito druhy se řadí ještě rosomák sibiřský, kuna rybářská a hyrare.
Vědecké synonymum: Mustela martes (Linnaeus 1758). České lidové pojmenování: větevnice. (Myslivecké pojmenování pelešnice, medovka, větevnice.)

### Poddruhy
- Martes martes borealis (Kuznetsov 1944)
- M. m. latinorum (Barrett-Hamilton 1904)
- M. m. lorenzi (Ognev 1926)
- M. m. martes (Linné 1758)
- M. m. minoricensis (Alcover, Delibes, Gosálbez & Nadal 1987)
- M. m. notialis (Cavazza 1912)
- M. m. ruthena (Ognev 1926)
- M. m. uralensis (Kuznetsov 1941)[2]

## Popis
- Hmotnost: 0,8–1,6 kg
- Délka těla samce: 48–53 cm
- Délka těla samice: 40–45 cm
- Délka ocasu: 23–28 cm (45 % až 55 % délky těla)[5]

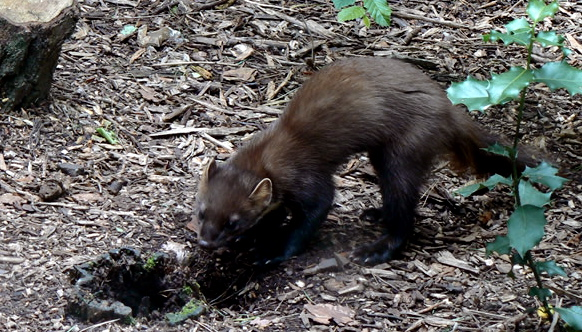
Kuna lesní s kořistí (Anglie)

Kuna lesní je štíhlá a ve srovnání s většinou lasicovitých dlouhonohá šelma s dlouhým huňatým ocasem. Hustá lesklá srst je tmavohnědá, na ocase a na tlapkách téměř černá, s šedavou až žlutohnědou podsadou. Nepravidelná žlutavá (zažloutlá až žlutá) skvrna na hrdle (tzv. náprsenka) se směrem na hruď klínovitě zužuje; nepokračuje a nedosahuje na přední končetiny. Špička nosu je černá. Na tlapkách vyrůstá mezi bříšky dlouhá srst.
Přední i zadní končetiny má vyzbrojeny ostrými drápy (částečně zatažitelnými), tlamu zase ostrými zoubky vhodnými k rychlému usmrcení kořisti. Od jiných lasicovitých ji lze rozeznat podle celkem velkých ušních boltců se světlým lemováním. Na rozdíl od kuny skalní (jediné příbuzné vyskytující se na území ČR), má kromě barvy hrdla a nosu také delší a huňatější ocas. Samec se od samice neliší zbarvením, pouze velikostí – je zřetelně větší než samice.
Kuna lesní výborně šplhá a při lovu potravy dokáže skákat z větve na větev na vzdálenost 3,5–4 metry. Srst prorůstající chodidlovými polštářky je důležitá při šplhání – chlupy na chodidlech zabraňují smekání na zledovatělých větvích. Má skvěle vyvinutý sluch a zrak, kterým dokáže zaznamenat i malé druhy živočichů. Při pronásledování kořisti je značně vytrvalá. Čich má sice dobrý, ale ne tak dokonalý jako šelmy psovité.

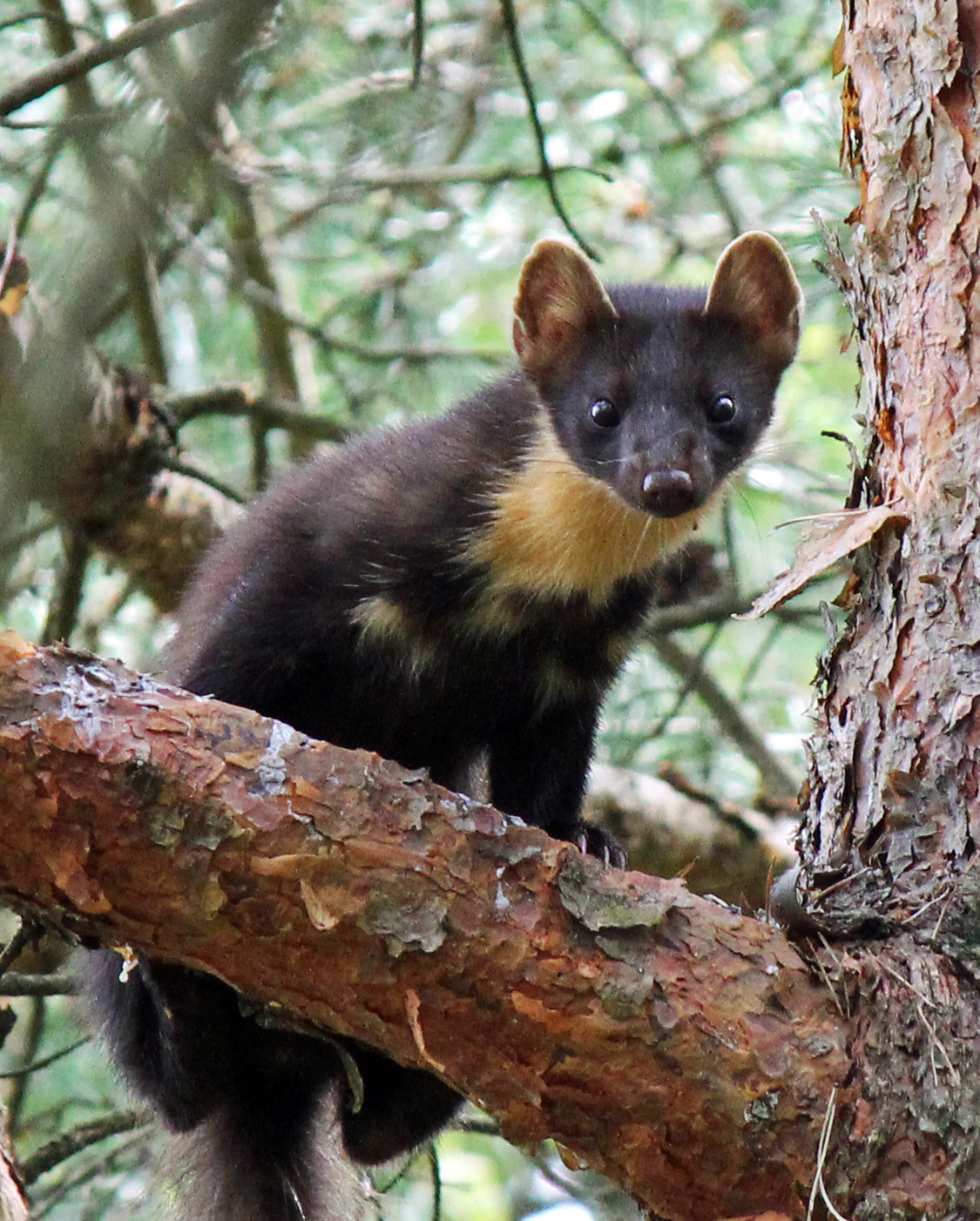
Kuna lesní (Švédsko 2012)

Hlasový projev: Typicky vřeštění, též funění, vrčení, také poštěkávání nebo pištění. Hlavně v době páření a odchovu mláďat se ozývá vřískavými a kňučivými hlasy.

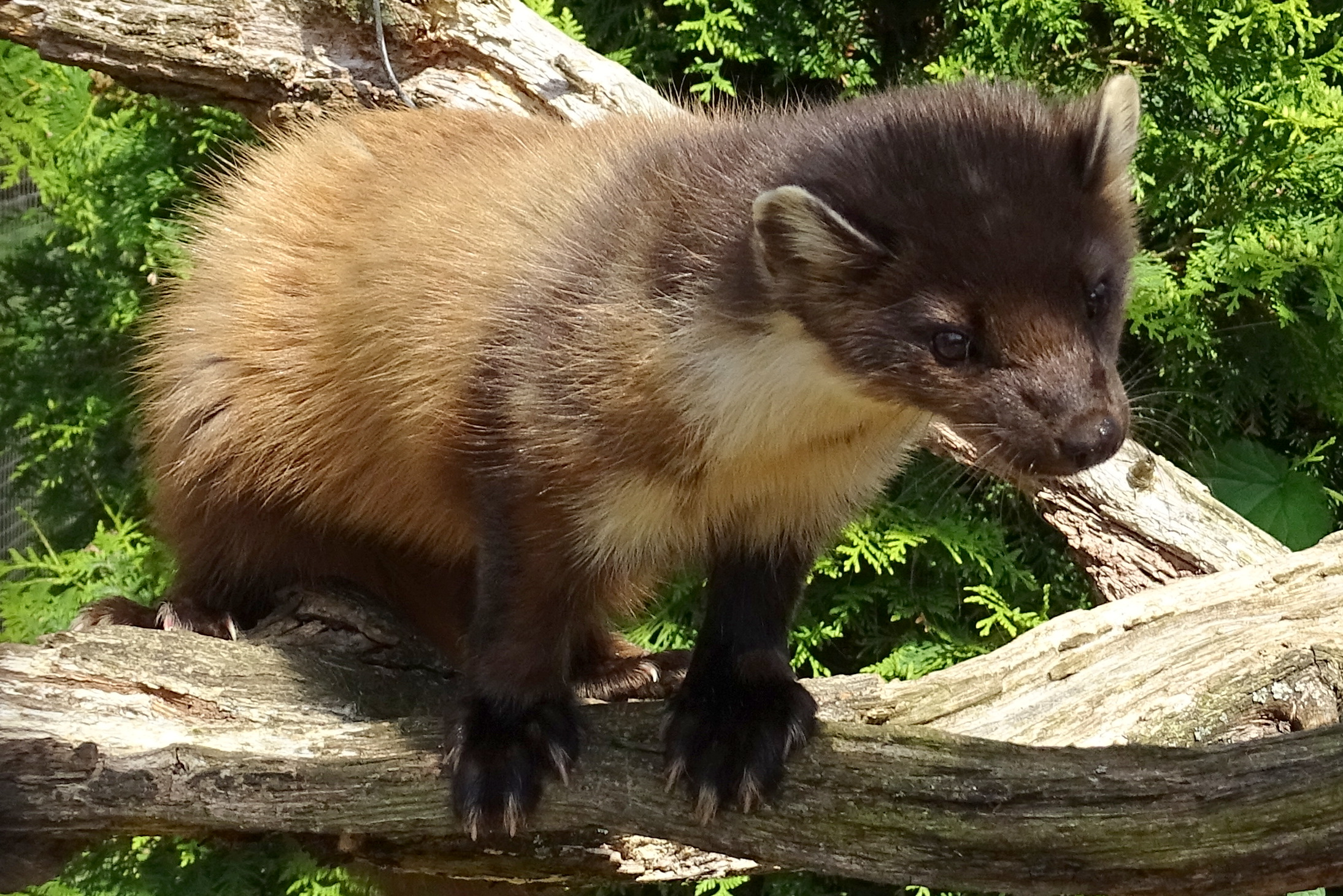
V zoo poblíž vesnice Lingfield (British Wildlife Centre, Anglie)

## Ekologie
Žije v lesích, především v rozsáhlejších, s dostatkem vhodných úkrytů a s dostatečnou nabídkou potravy. Na druhové skladbě lesa příliš nezáleží. Vyskytuje se i v lesích v nadmořské výšce přes 1500 m.

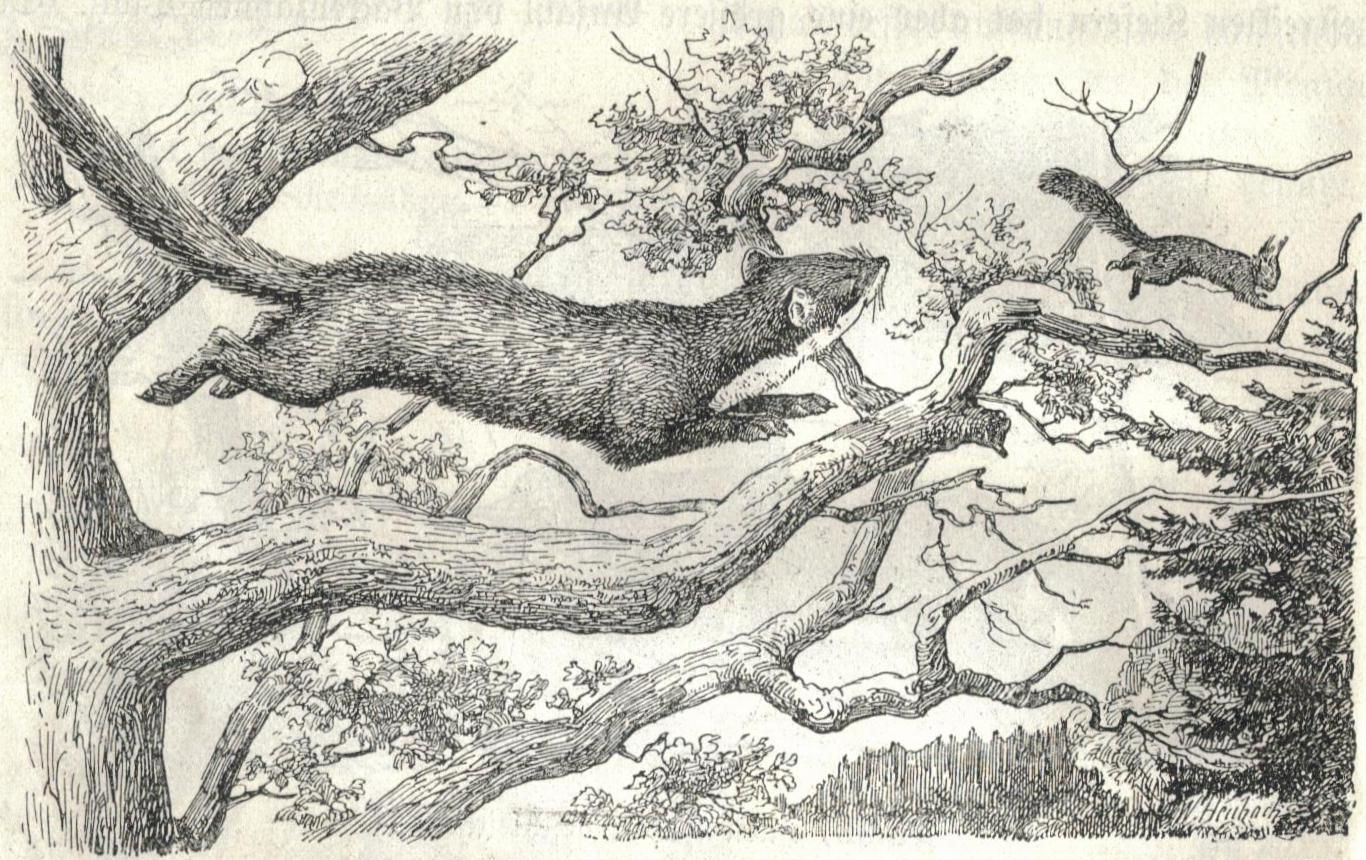
Ilustrace Waltera Heubacha (1865–1923)

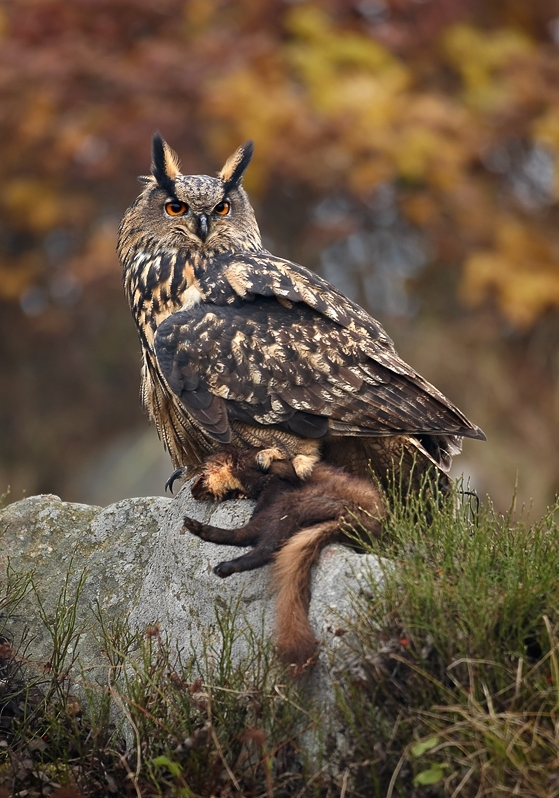
Výr velký s ulovenou kunou lesní ve Žďárských vrších (fot. Martin Mecnarowski)

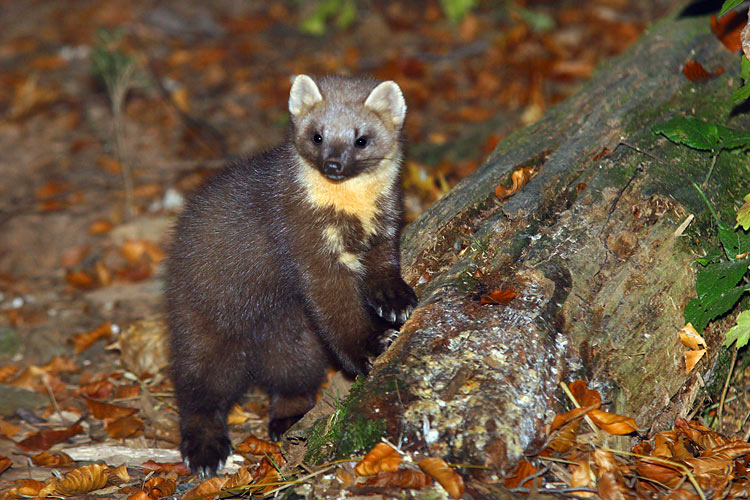
Kuna lesní u paty kmene

Po většinu roku žije samotářsky, pouze v době říje udržuje páry. Velká teritoria si samice i samec značí trusem a výměšky análních, břišních a patních pachových žláz. Většinu času tráví na stromech. Ve dne se ukrývá ve stromových dutinách nebo prázdných hnízdech veverek a ptáků. Každý jedinec má víc takových úkrytů a vystýlá si je mechem, trávou a jinými rostlinami. Za mrazivého počasí se ukrývá i v hromadách klestí, polomech dřeva a v lesních senících. Je aktivní za soumraku a v noci; zastihnout ji lze hlavně ráno a večer po západu slunce. V noci ji mohou prozradit prskavé zvuky, zejména jestliže je více kun pohromadě.

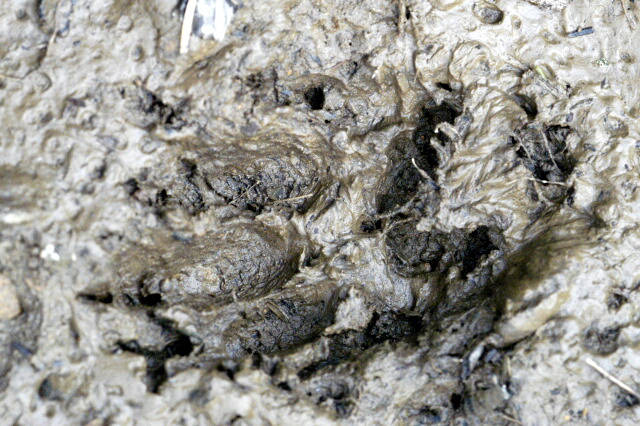
Stopa kuny lesní v blátě

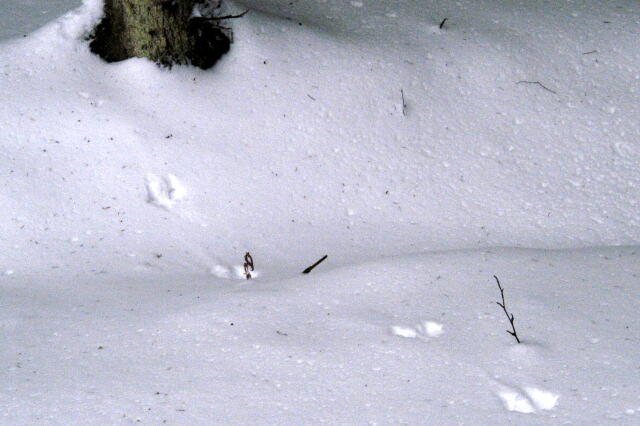
Stopa kuny lesní ve sněhu

Velikost teritoria kuny lesní se odhaduje na šest až deset kilometrů čtverečních; Šustr uvádí pět až dvacet pět kilometrů čtverečních, přičemž stálé ochozy kuna užívá po mnoho let a za noc urazí tři až sedm kilometrů. V celém teritoriu kuna odkládá trus na nápadná místa, například na pařezy, kameny, klády a jiná vyvýšená místa.

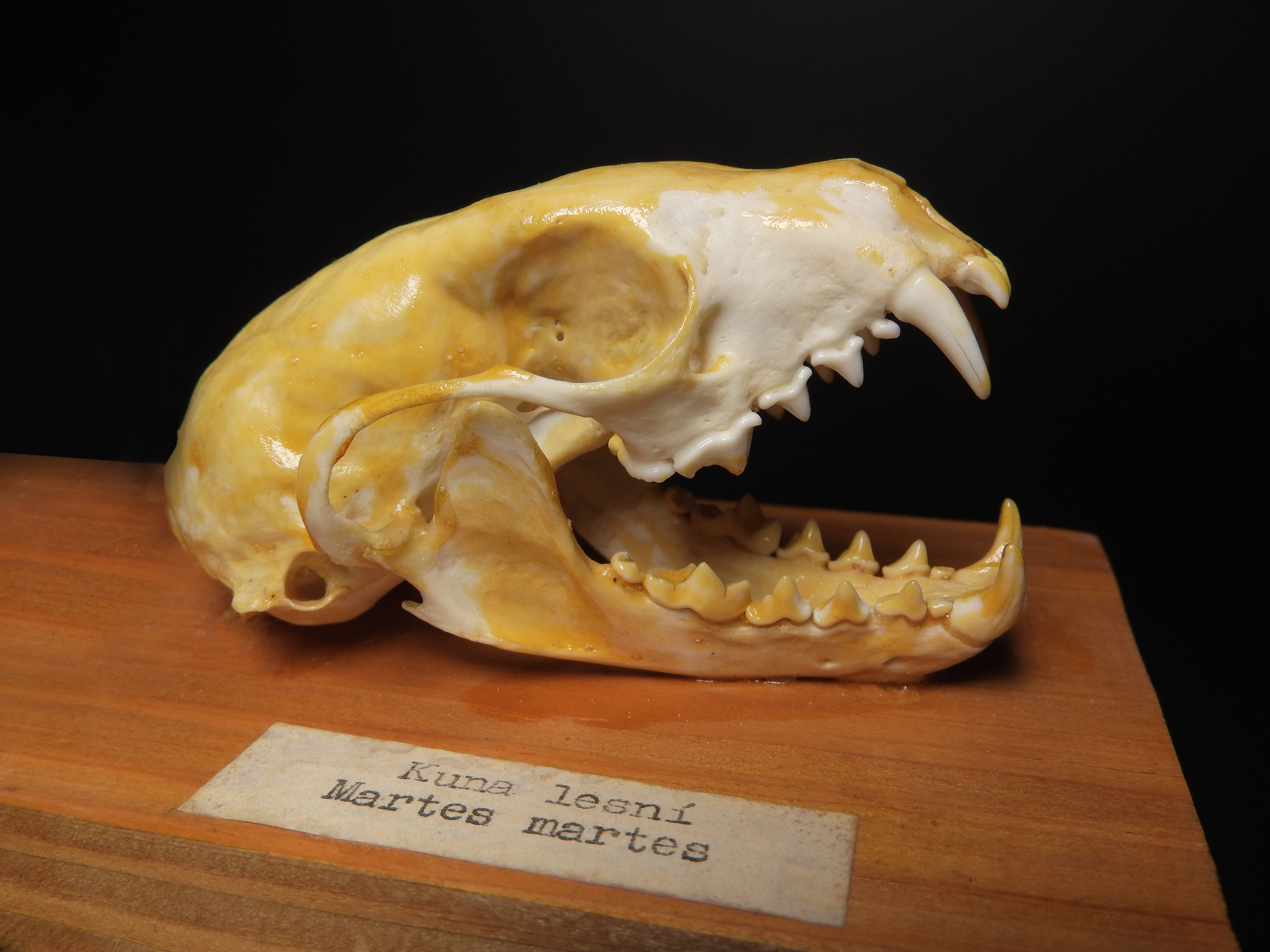
Lebka kuny lesní (zoologická sbírka Katedry biologie a environmentalistiky Pedagogické fakulty UK)

Složení potravy se mění s ohledem na roční období a místní nabídku, přičemž výrazně převažují drobní lesní hlodavci velikosti od norníka, myšice, plcha po veverku, výjimečně si troufne na větší kořist, jako je zajíc nebo srnče. Potravu dále tvoří ptáci, ptačí vejce, netopýři, které přepadává ve stromových dutinách, hmyz (střevlíci, chrobáci, tesaříci atp.) a med divokých včel. Nezanedbatelnou část potravy tvoří nejrůznější plody (ovoce, bobule), podle jejichž pecek a semen v trusu lze poznat kuní trus. Nepohrdne ani mršinou. Občas polyká jehličí a kousky dřeva, které napomáhají trávení.
Pohlavní dospělosti dosahuje ve druhém až třetím roce života. Páří se v  červenci a srpnu a díky utajené březosti (zárodek se v děloze po určitou dobu nevyvíjí) rodí po 8–9 měsících březosti v březnu nebo dubnu 2–6 mláďat. Mláďata se rodí nemohoucí, slepá a málo osrstěná. Oči se jim otevírají po sedmi dnech života a mateřské mléko sají po dobu tří měsíců. Doupě opouštějí po dvou měsících a plně nezávislá jsou po šesti měsících života.
V přírodě se kuna lesní dožívá v optimálních podmínkách deseti let. Nejvyšší věk zjištěný v zajetí je 17 let.
Kuna lesní se nekříží s kunou skalní.

## Predace
Predátorem kuny lesní jsou rys, vlk, liška a velcí draví ptáci. Může se stát obětí zdivočelého psa.

## Česká republika
Kuna lesní je na území České republiky nehojně rozšířeným druhem. Obývá rozlehlejší lesy nížin až hor, řidčeji rozptýlenou zeleň (remízky, stromořadí atp.) Nejhojnější je ve velkých lesních komplexech, v ČR spíše jehličnatých (na Slovensku smíšených) a obývá je až po jejich horní hranici kolem 1600 m n. m. Hanzal uvádí, že výskyt kuny lesní se soustřeďuje do větších lesních celků z 86 %, agrocenózy obývá 9 % a jiné typy stanovišť (biotopů) 5 % kun lesních. Přednost dává kuna lesní jehličnatým kulturám (52 %) před smíšenými (43 %) a listnatými. Průměrná hustota se pohybuje v rozmezí 4,5 až 9,3 exemplářů na 100 ha, ale kvalifikovaný rozbor reálného stavu u nás dlouhodobě chybí. Detailněji se v ČR nikdo nezabýval ani ostatními aspekty komplexního sledování druhu ve volné přírodě, jakými jsou stanovištní preference, početnost, home range (domovský okrsek), biologie rozmnožování atd. Podle výsledků mapování z poloviny 90. let 20. stol. bylo pokryto 624 mapovacích čtverců, tzn. 99,4 % území ČR.
Dlouhá léta podléhala kuna lesní pronásledování a lovu kvůli žádané kožešině, která je hodnotnější než kožešina jiných šelem žijících na území ČR. Díky přísným ochranářským opatřením je její početnost pod kontrolou. Kuna je však lovný druh zvěře a chráněná je kromě období od 1. listopadu do konce února, kdy se smí lovit. Ročně se loví 12 000 až 19 000 kun (dohromady k. skalní a k. lesní). Kun lesních je ročně uloveno asi 6000.

### Ochrana
Kuna lesní je klasifikována jako málo dotčený druh, a to kromě jiného díky výskytu v mnoha chráněných oblastech a díky tomu, že se částečným změnám ve svém přirozeném prostředí dokáže přizpůsobit. Populace je v současnosti (2023) stabilní až rostoucí a druh je dle Červeného seznamu IUCN málo dotčeným druhem.

### Problémy s kunou lesní
Pravděpodobnější je, že obyvatelem půdy domu je kuna skalní a jde o záměnu. Vyrábějí se plašiče a spreje určené k odpuzování. Pokud se nedaří zjistit, kudy kuna na půdu (a odtud např. nad vestavbu) proniká, je optimální požádat o pomoc znalce (zoologa, myslivce), který zná i nenápadné pobytové stopy (např. trámek ohlazený srstí). Pak stačí vstupní místo zahradit pletivem nebo jinak dle situace. Vždy je však třeba vstup zahradit teprve poté, až kuna prostor opustí, příp. až se osamostatní mláďata a opustí prostor.

### Pojmenování
Z etymologického hlediska je výraz kuna všeslovanský (kromě bulharštiny). Metonymicky označovala kuna také „kuní podšívku, kožišinu“. Jungmann uvádí popis kuny: „pokolení ssavců z řádu šelem kunovitých, zvíře as puldruhého střevíce zdélí, malé, tréhrané hlavy, končité, fousaté tlamy, krátkých kulatých uší, … dlouhého velkochlupého ocasu, mustela“. Rozlišuje dva rody kun, kunu lesní, která je „srsti pěkné, a proto slove jak sama tak zvláště kůže její: drahá kuna, vzácná kuna“, a kunu skalní. Zmiňuje, že „staří Slované kunami, t. kožemi kuními jako penězi platili“. (Ovšem označení kuny jako platidla má dle některých teorií nepříbuzný homonymní původ.)

## Zajímavosti
- Na rozdíl od kuny skalní neokusuje kuna lesní kabely v autech.[11]
- Na webových stránkách „Kuna lesní a její příbuzní“[12] je uvedeno: tvrzení, že kuna loví slepice nebo srnečky záměrně, bylo vyvráceno. Je sice schopna zabít je a stává se to, ale útočí ze strachu; živočichů větších, než je sama, se bojí. Pokud zavítá do kurníku a usmrtí slepici, jedná v jakési „sebeobraně“, nepřišla cíleně lovit. Ovšem webové stránky neuvádějí autora textu ani odkaz na autora nebo zdroj informace.
- V 10. dílu Krkonošských pohádek se objevilo pojmenování „muštelka“. Slovník středověké latiny v českých zemích vykládá latinský výraz furunculus mj. jako jako „mustela, kuna“.[20] Výraz uvádí také tentýž slovník online (zadat: mustela).[21] Pojem mustela je také uváděn ve spojitosti s kolčavou: kolczawa mustela…, kolczawa lesská mustela…[22] Výraz mustela (muštela, muštelka) se patrně užíval k pojmenování některých šelem z čeledi lasicovitých. V televizním seriálu si však roli muštelek „zahrály“ nutrie z řádu hlodavci.